# 新亞速斯克
新亞速斯克（烏克蘭語：Новоазовськ，發音：[no.wo.ɐˈzɔu̯sʲk]，發音：[nəvə.ɐˈzofsk]）法理上是乌克兰顿涅茨克州卡利米烏斯凱區新亚速斯克市镇内的城市及该市镇的行政中心，事实上为俄罗斯頓涅茨克人民共和國新亞速斯克區的行政中心。該市位於亞速海沿岸，距離首府頓涅茨克100公里，始建於1849年，面積8平方公里，海拔高度21米，2022年人口数量为11,051人。

## 城市名称
该市于1923年被命名为布琼诺夫卡。1958年，该市被改为现名。

## 图集

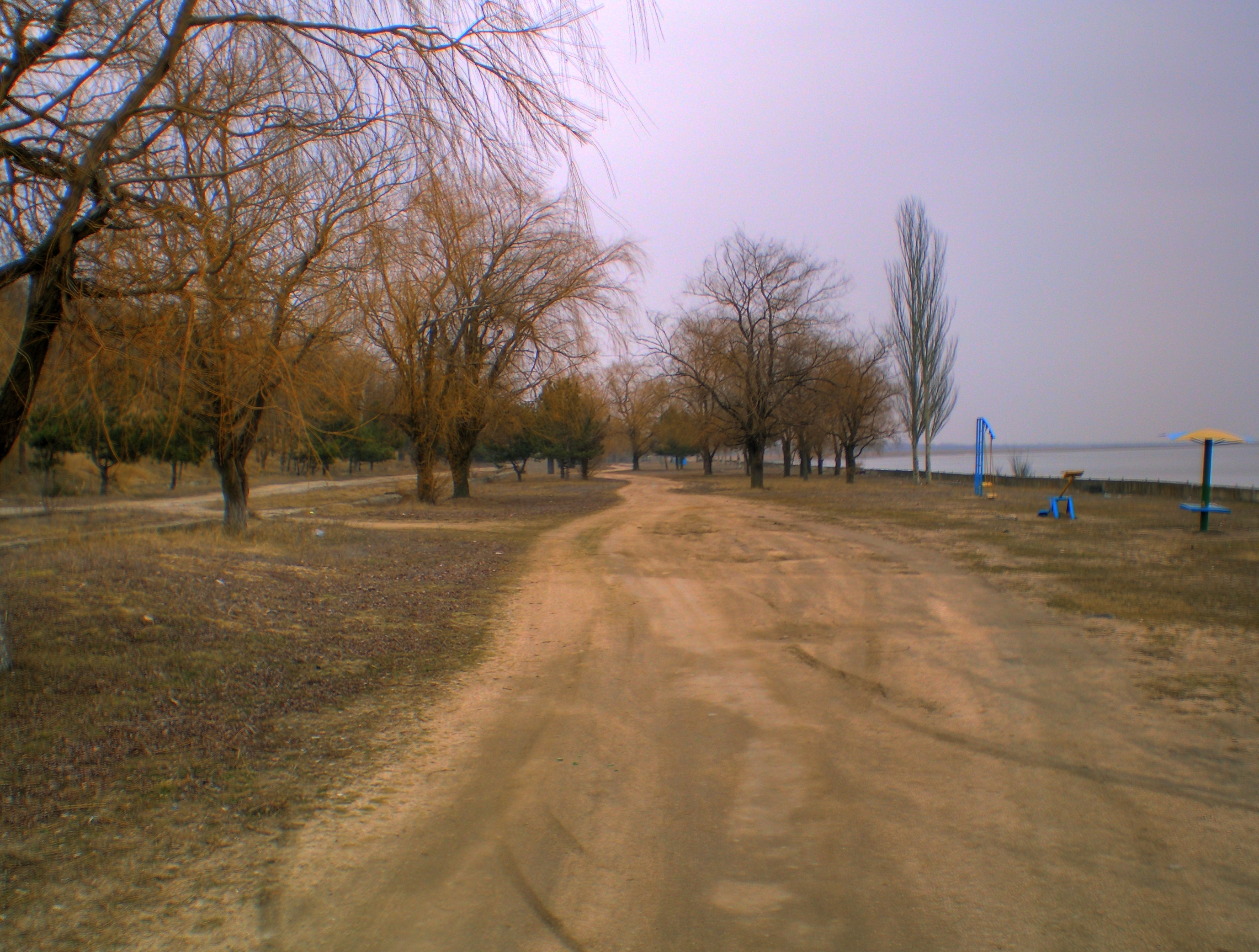
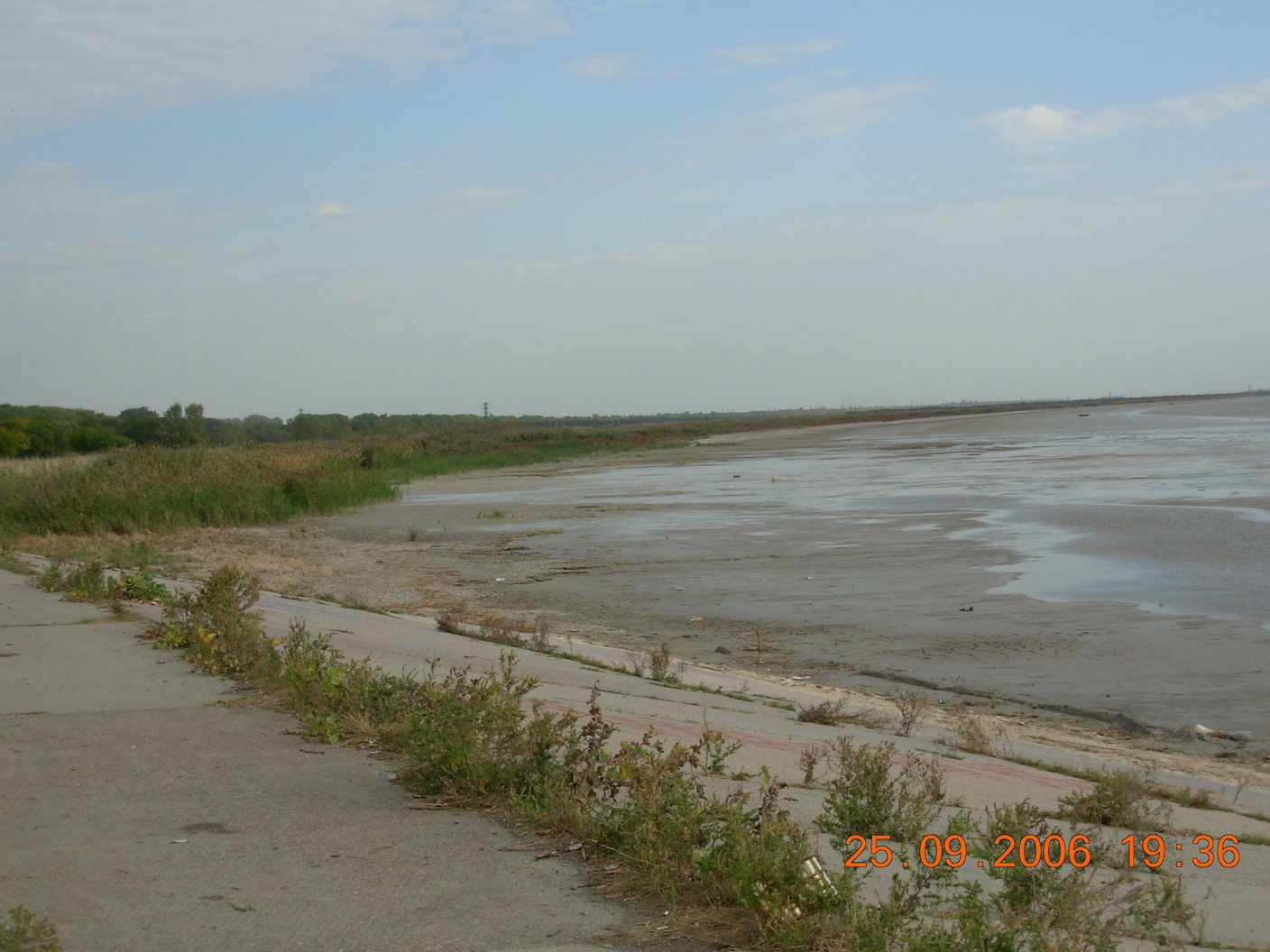
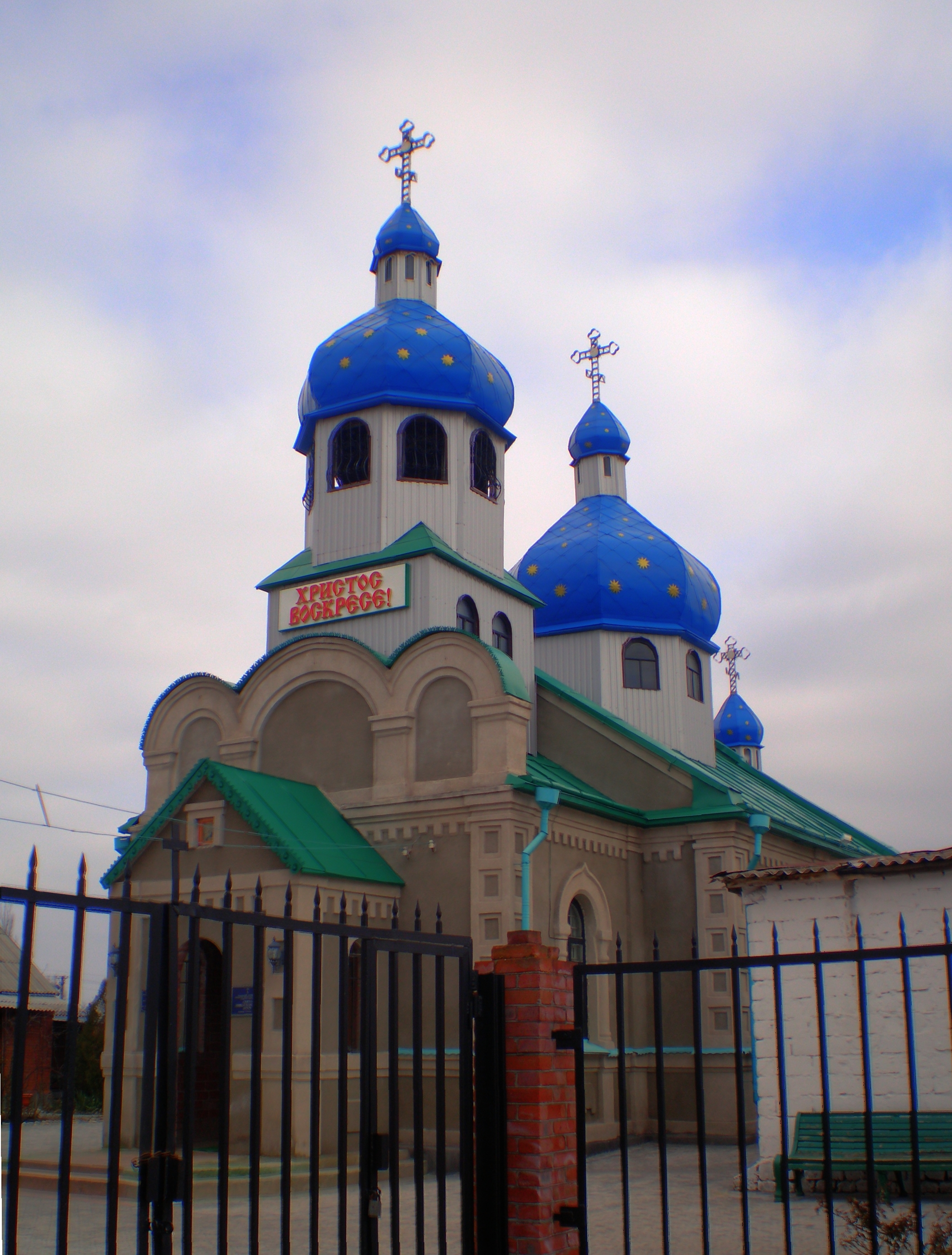